# Parc amazonien de Guyane
Ne doit pas être confondu avec Parc naturel régional de la Guyane.
Le parc amazonien de Guyane est un parc national français protégeant une partie de la forêt amazonienne située sur le territoire de la Guyane, la forêt guyanaise. Inaccessible depuis le littoral autrement que par avion ou par pirogue, il s'étend sur 33 900 kilomètres carrés de cette forêt tropicale depuis la parution du décret de création au Journal officiel le 27 février 2007.
C'est le plus grand parc national français et de l'Union européenne en terme de superficie.
Il est constitué d’espaces appartenant au territoire des communes de Camopi, Maripasoula, Papaichton, Saint-Élie et Saül. Il comprend l'ensemble des monts d'Arawa.

## Histoire

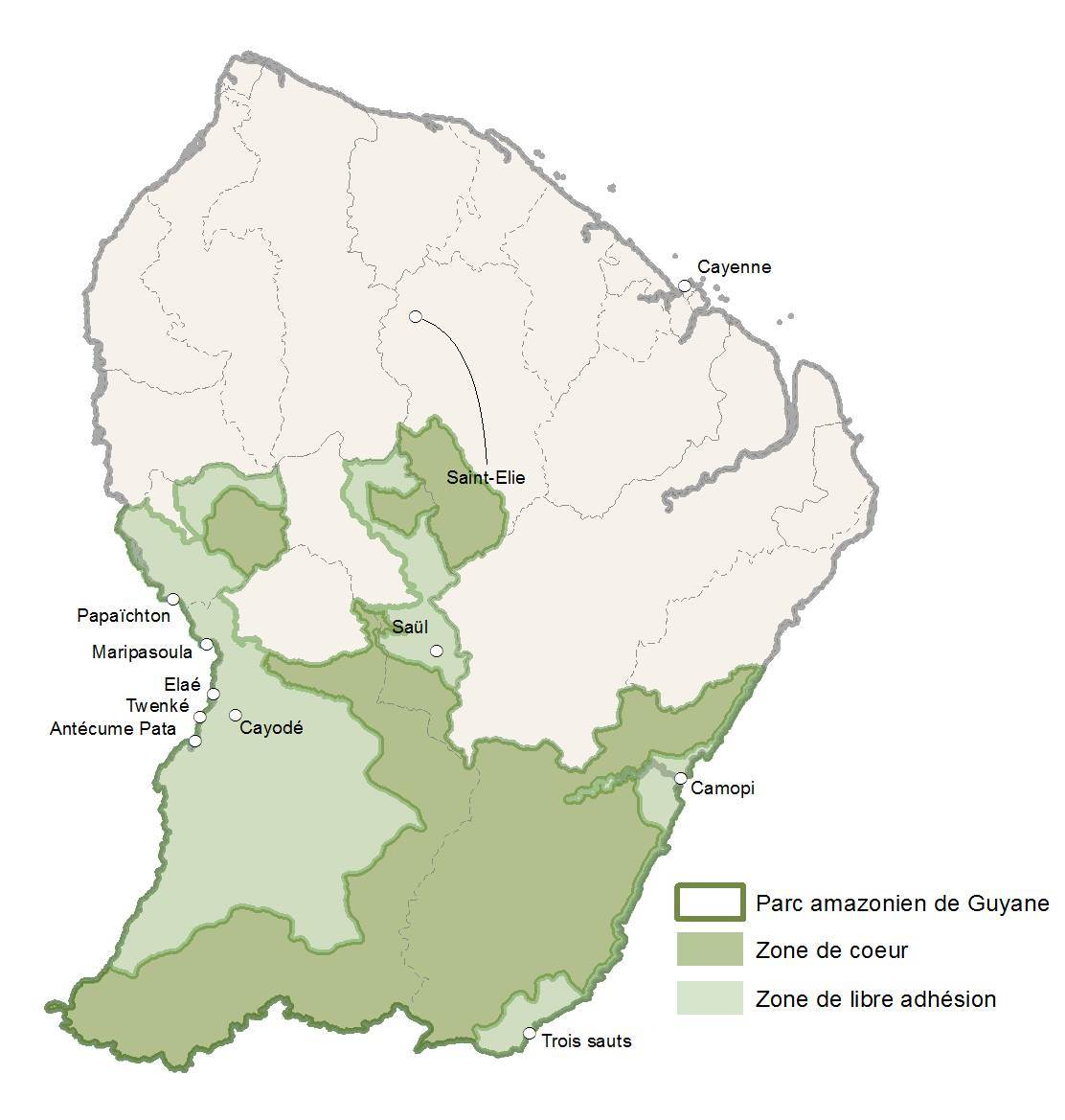
Carte du parc amazonien de Guyane.

Dans le contexte du sommet de la Terre de Rio en 1992, le projet de parc fut initié le 4 juin 1992 sous l'impulsion de François Mitterrand, à travers un protocole d'accord, signé par les présidents des assemblées régionale et départementale, les ministres de l’Environnement, des Dom-Tom et de l’Agriculture et des Forêts. Ainsi naquit la Mission pour la création du parc national de Guyane en 1993.
Un premier projet datant de la fin 1995 fut rejeté en décembre 1997 en raison d'une consultation jugée insuffisante des populations locales.
Le 21 juin 1998, les accords de Twenké donnèrent lieu à la reconnaissance des droits des populations amérindiennes et businengue vivant dans l'enceinte du futur parc.
Le projet final fut présenté début 2006 et le 13 mars, fut publié au Journal Officiel l'arrêté portant prise en considération du projet de création du parc national de Guyane dénommé « parc amazonien de Guyane ».
La création du parc fut officialisée par le décret du 28 février 2007 malgré les réticences de divers acteurs du projet (conseil général, conseil régional…), et la première réunion du conseil d'administration eut lieu le 7 juin 2007.

## Organisation
Le parc est un établissement public à caractère administratif (EPA), personne morale de droit public dont l’instance centrale est le Conseil d’administration, épaulé par un conseil scientifique et un comité de vie locale.
Le parc comporte un cœur de 20 300 km2 où la protection est maximale et l'orpaillage interdit. Le territoire des Wayanas et Tekos de Maripasoula ne fait pas partie de cette zone en dépit de la demande formulée par ces Amérindiens avant la création effective du parc.
Avec le parc national des montagnes du Tumucumaque adjacent au Brésil qui a une surface similaire à celle de la Suisse (3 846 429,40 ha / 38 464 km2), le parc amazonien de Guyane forme l'espace protégé de forêt tropicale le plus grand du monde.

## Missions
En plus des missions habituellement dévolues aux parcs nationaux, celui de Guyane doit « contribuer au développement des communautés d’habitants qui tirent traditionnellement leurs moyens de subsistance de la forêt, en prenant en compte leur mode de vie traditionnel et participer à un ensemble de réalisations et d’améliorations d’ordre social, économique et culturel dans le cadre du projet de développement durable défini par la charte du parc national ».
L’action de l’établissement public et de ses partenaires se déroule dans le cadre d'une charte, document stratégique, approuvée par décret du 28 octobre 2013.
Le parc fait partie du projet RENFORESAP (Renforcer le réseau des aires protégées du plateau des Guyanes), en association avec la commission des aires protégées du Guyana ainsi que les ministères du développement régional et de la gestion des terres et ressources forestières du Suriname, afin d'obtenir d'ici 2020 une meilleure protection de la zone et de sa biodiversité par des échanges et un meilleur dialogue entre ces organisations.

## Espèces présentes
Le parc compte 1 200 espèces d'arbres (sur les 1 700 présentes en Guyane au total), les plus nombreuses étant les Lecythidaceae, les Sapotaceae, les Fabaceae, les Burseraceae, les Chrysobalanaceae et les Lauraceae. Il couvre une vaste zone et comprend plusieurs types de forêts peuplées d'espèces différentes, ainsi les zones plus sèches du Sud contiennent des lianes et bambous ainsi que des membres de la famille des Burseraceae alors que d'autres zones plus humides contiennent majoritairement des palmiers de sous-bois.
La faune du parc rassemble 90 espèces d’amphibiens, 133 de reptiles, 520 d'oiseaux et 182 de mammifères (comprenant de nombreuses espèces de chauves-souris) ainsi que 200 espèces de poissons d’eau douce. Parmi les espèces menacées jugées prioritaires pour l'effort de préservation on trouve l'Anomaloglossus degranvillei ainsi que le saki satan.
La faune des invertébrés est particulièrement diversifiée mais reste imparfaitement connue comme à l'échelle de l'ensemble de la Guyane. En 2015, une exploration scientifique dans le massif du Mitaraka, organisée par le Muséum national d'histoire naturelle, a permis de découvrir et publier plus de 200 nouveautés pour la faune de Guyane, dont 127 espèces nouvelles pour la Science.

## Galerie

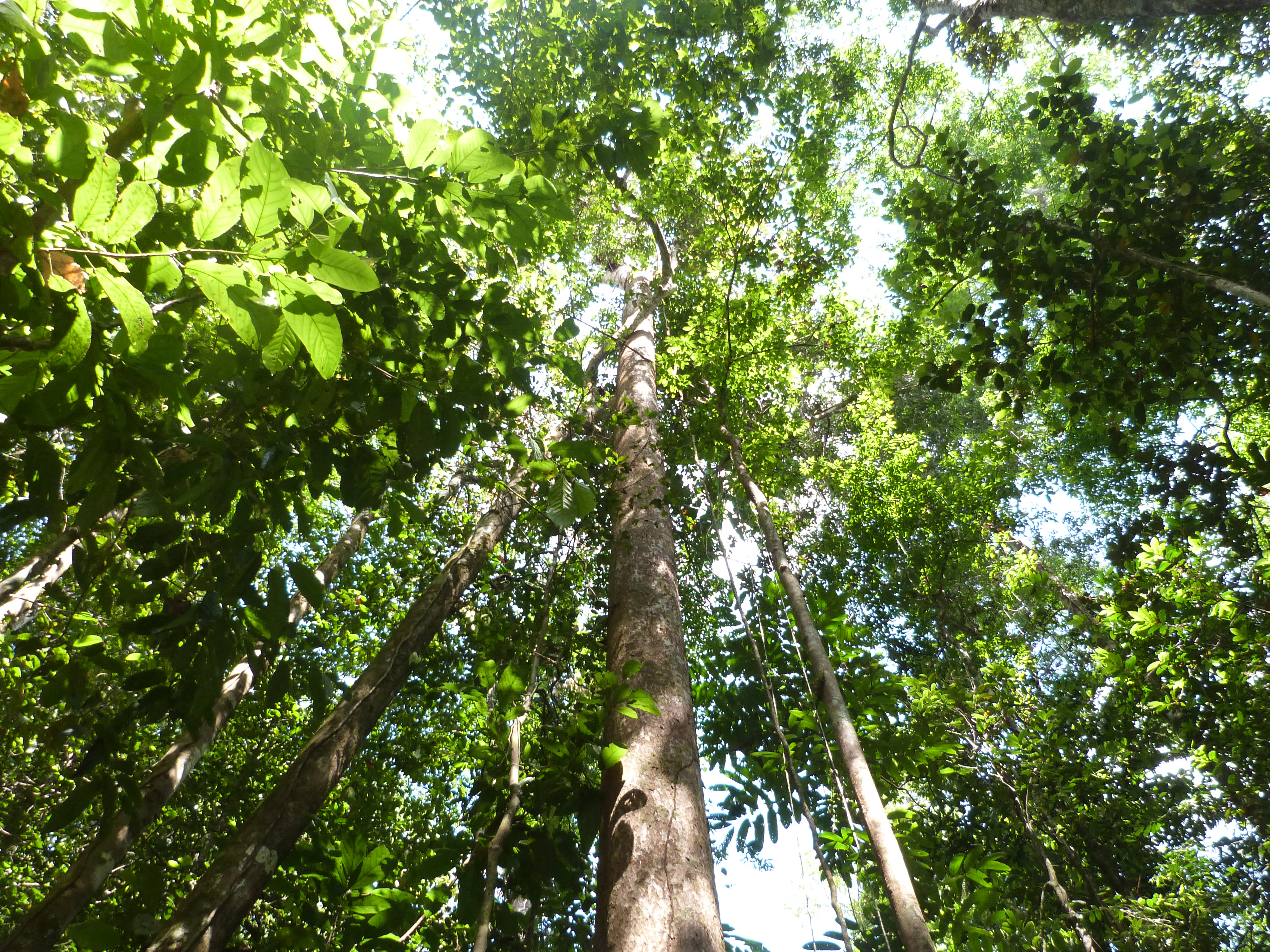
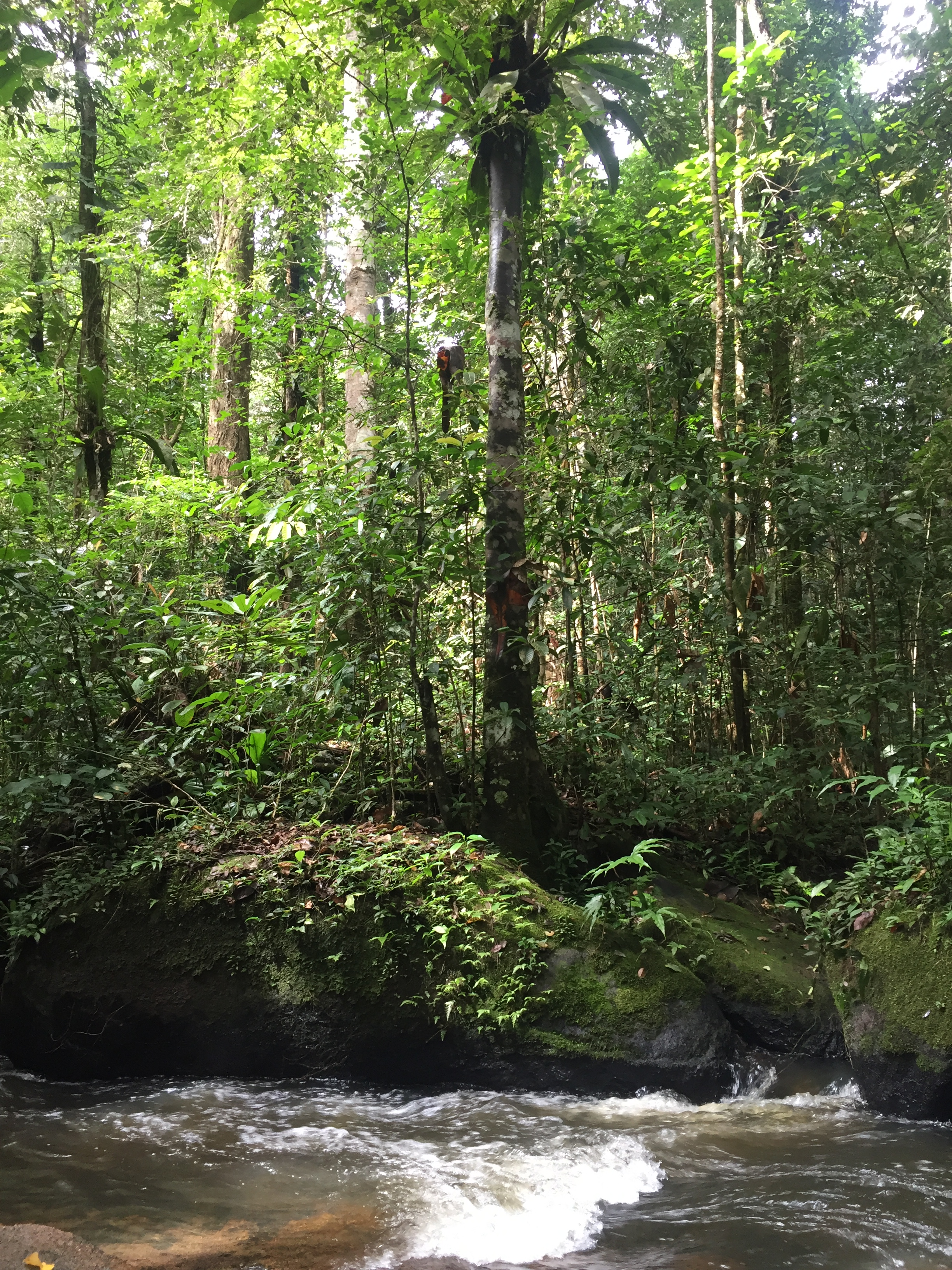
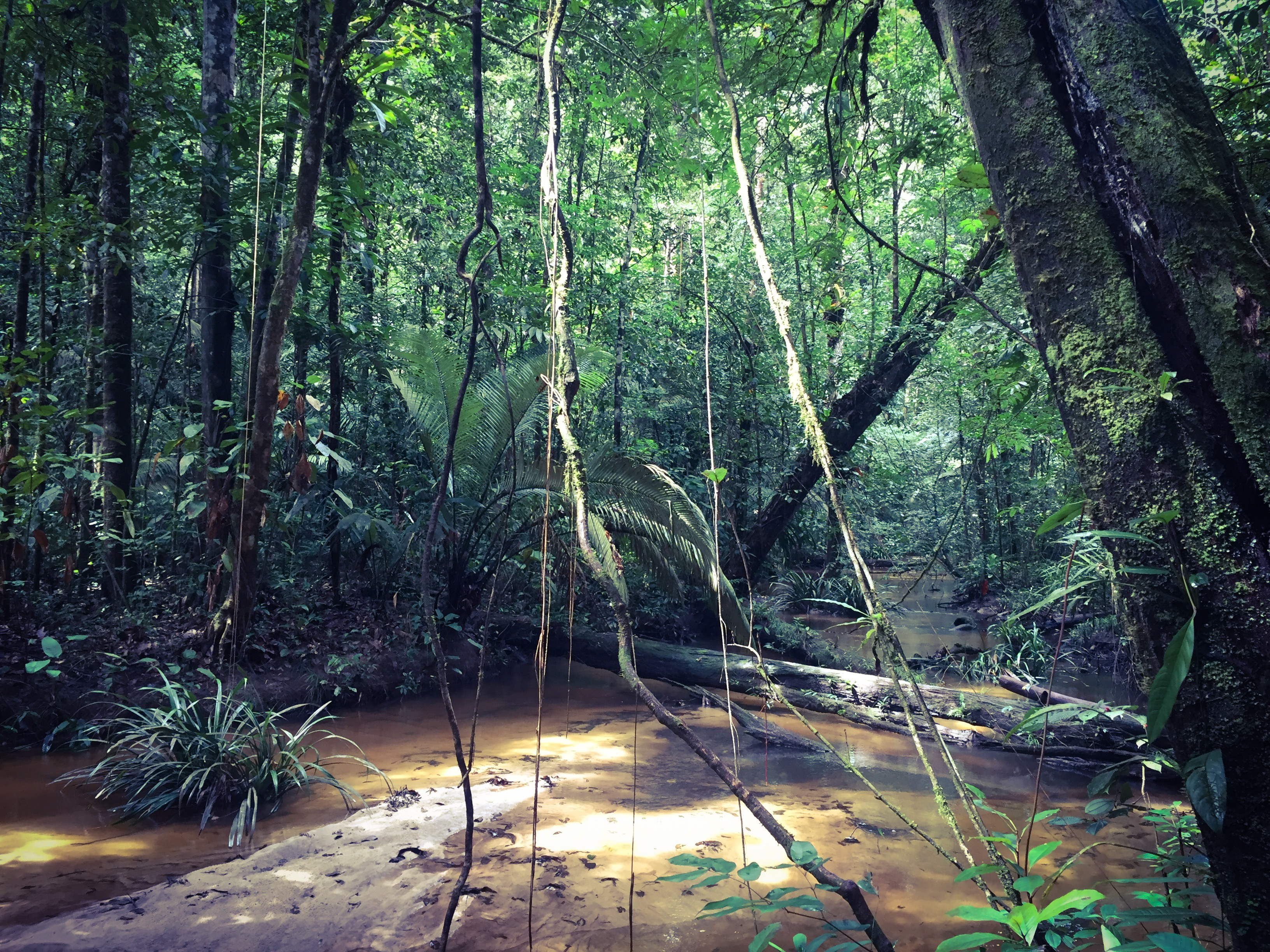
Randonnée au Parc amazonien de Guyane, à Saül.
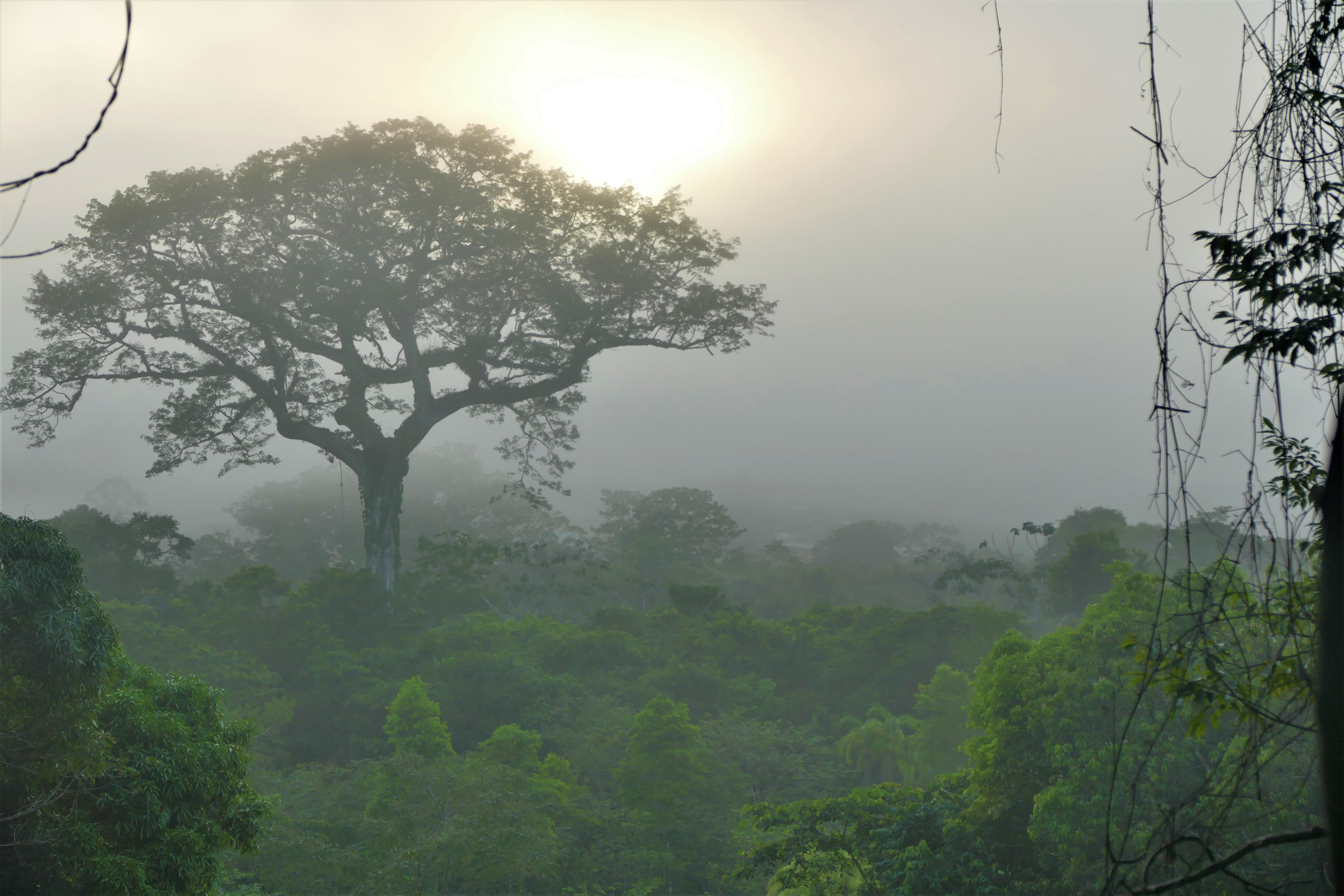
Fromager de Saül.